# Emmanuel Ngouélondélé Mongo
Le général Emmanuel Ngouélondélé Mongo est un homme politique et militaire du Congo-Brazzaville. Il a été chef d'État-major particulier du président Pascal Lissouba, chef de la sécurité d’État et des services de renseignement, et vice-président du Rassemblement pour la démocratie et la République (RDR).